# Eumichtis cuzcoensis
Eumichtis cuzcoensis är en fjärilsart som beskrevs av Köhler 1979. Eumichtis cuzcoensis ingår i släktet Eumichtis och familjen nattflyn. Inga underarter finns listade i Catalogue of Life.